# Pernaubrug
De Pernaubrug (brug 2425) is een vaste verkeersbrug in Amsterdam-West. De naam verwijst naar de Estse Oostzeehaven Pärnu (Duitse spelling Pernau), die belangrijk was voor de houthandel met Amsterdam. De brug overspant de Pernaugracht, vernoemd naar dezelfde havenstad. De brug sluit verkeerstechnisch aan op de Wismarbrug.
De brug verbindt het Stettineiland met het Revaleiland in de woonbuurt Houthavens die in de jaren tien van de 21e eeuw wordt aangelegd. De brug werd gebouwd toen in verband met de bouwactiviteiten er nog geen water te bekennen was, de geulen die later uitgegraven worden tot grachten waren wel al zichtbaar. Deze brug en de andere bruggen in deze wijk werden kaal opgeleverd omdat er nog druk bouwverkeer over de bruggen moest, alleen de pijlers en overspanning werden neergezet. Nadat de bebouwing gereed is wordt ze afgebouwd.
Het ontwerp is afkomstig van Verburg Hoogendijk Architecten, Parkland Landschapsarchitecten en Paul de Kort. Zij lieten zich inspireren door dé bruggenarchitect van Amsterdam Piet Kramer. Zijn bruggen volgen qua ontwerp veelal de Amsterdamse School, een bouwstijl die alhoewel gemoderniseerd wordt teruggevonden in de bebouwing van het Memeleiland, maar ook in de Spaarndammerbuurt, gelegen net ten zuiden van de nieuwe woonwijk. De ontwerpers kozen daarbij voor de pylonen van de P.L. Kramerbrug (brug 400), maar dan in gemoderniseerde en afgeslankte vorm. De brug heeft vanaf boven gezien een vlindervorm met een breed lichaam. Zij werd opgebouwd uit prefab-betonelementen (zorgde voor minder vervuiling tijdens transport) waarin gerecycled betongranulaat (in het kader van duurzaam bouwen) is verwerkt.
Ook in maart 2023 lag de brug nog over zand.

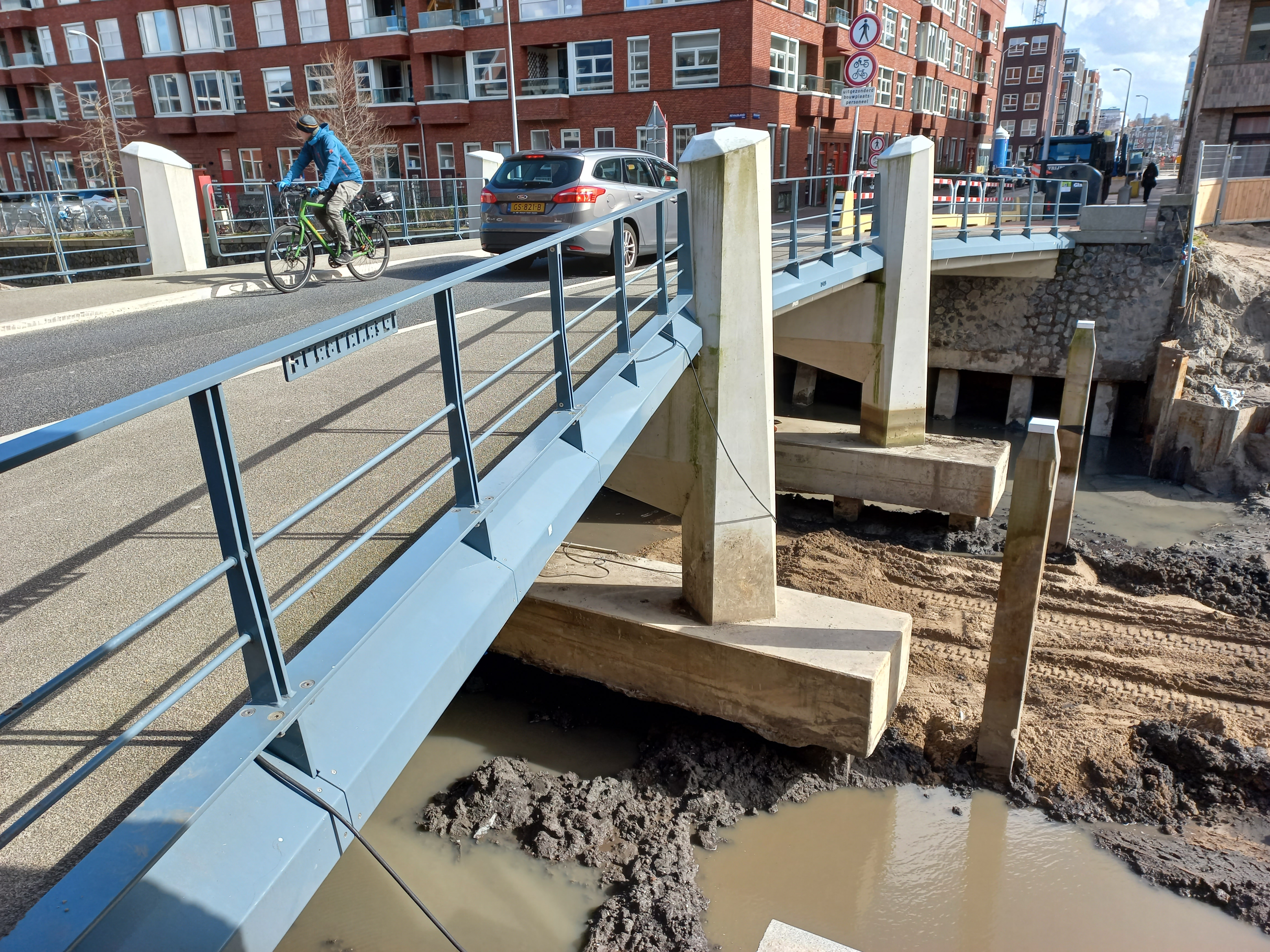
Pernaubrug in maart 2023)

Elseneurbrug · Gevlebrug · Helsingforsbrug ·  Kalmarbrug · Kolbergbrug · Koningsbergenbrug · Kronstadtbrug · Lübeckbrug · Pernaubrug · Pilaubrug · Rostockbrug · Stralsundbrug · Windaubrug · Wisbybrug · Wismarbrug
2400 · 2401 · 2402 · 2403 · 2404 · 2405 · 2406 · 2407 · 2408 · 2409 ·  2410 · 2411 · 2412 · 2413 · 2414 · 2415 · 2421 · 2422 · 2423 · 2424 · 2425 · 2426 · 2427 · 2428 · 2429 · 2430 · 2431 · 2432 · 2433 · 2434 · 2435 · 2436 · 2437 · 2438 · 2439 · 2441 · 2451-2453 · 2454 · 2455 · 2456 · 2457 · 2459 · 2461 · 2462 · 2468 · 2469 · 2470 · 2471 · 2472 · 2473 · 2474 · 2475 · 2476 · 2477 · 2478 · 2480 · 2481 · 2482 · 2483 · 2484 · 2485 · 2486 · 2487 · 2488 · 2489 · 2490 · 2491 · 2492 · 2493 · 2494-2499
Brugnummers 2416, 2417, 2418, 2419, 2420, 2441, 2442, 2443, 2444,  2445, 2446, 2447, 2448, 2449, 2450, 2458, 2460, 2463, 2464, 2465, 2466, 2467, 2479 zijn niet vergeven.